# Vlastimil Havlíček
Vlastimil Havlíček (12 luglio 1924 – 5 febbraio 1991) è stato un calciatore cecoslovacco, di ruolo portiere.

## Carriera

### Nazionale
Il 23 maggio 1948 esordisce in Nazionale contro l'Ungheria (1-1). Gioca altri tre match nel 1948 e il quinto e ultimo nel 1950: con lui in campo la Nazionale cecoslovacca non ha mai vinto.